# Lacs à chapelet
Pour un article plus général, voir Lac glaciaire.

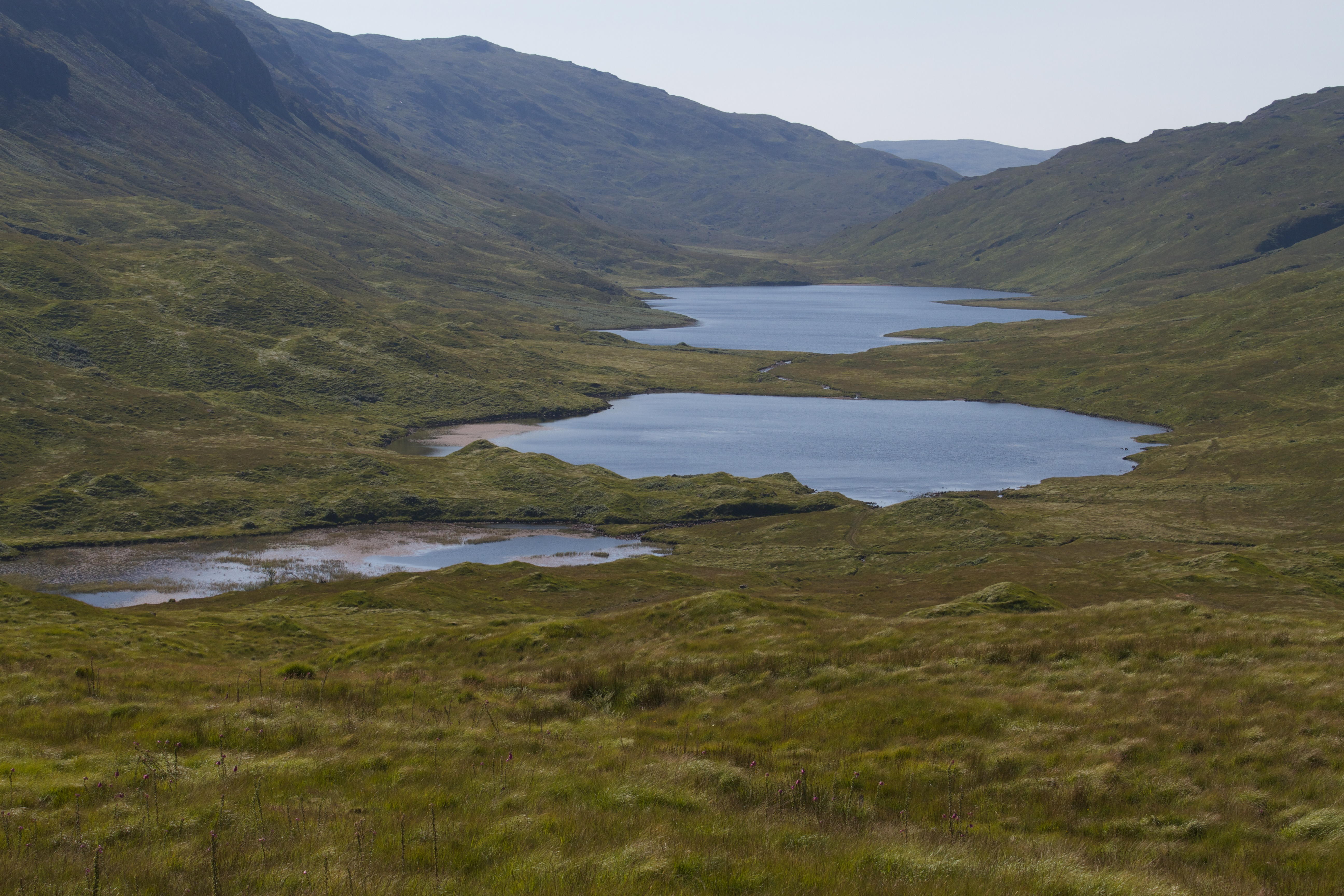
Le Loch an Eilein, le Loch an Ellen et le Loch Àirde Glais, trois lacs à chapelet sur Mull, en Écosse.

Les lacs à chapelet ou lacs paternoster forment un sous-genre de lac glaciaire caractérisé par un alignement proche de ces lacs et souvent reliés entre eux par un cours d'eau. Ils se rencontrent sur les plateaux et dans les vallées glaciaires au fond relativement plat.
Leurs noms viennent de la prière chrétienne Pater Noster en raison de leur ressemblance avec un chapelet.